# Norrbyskär

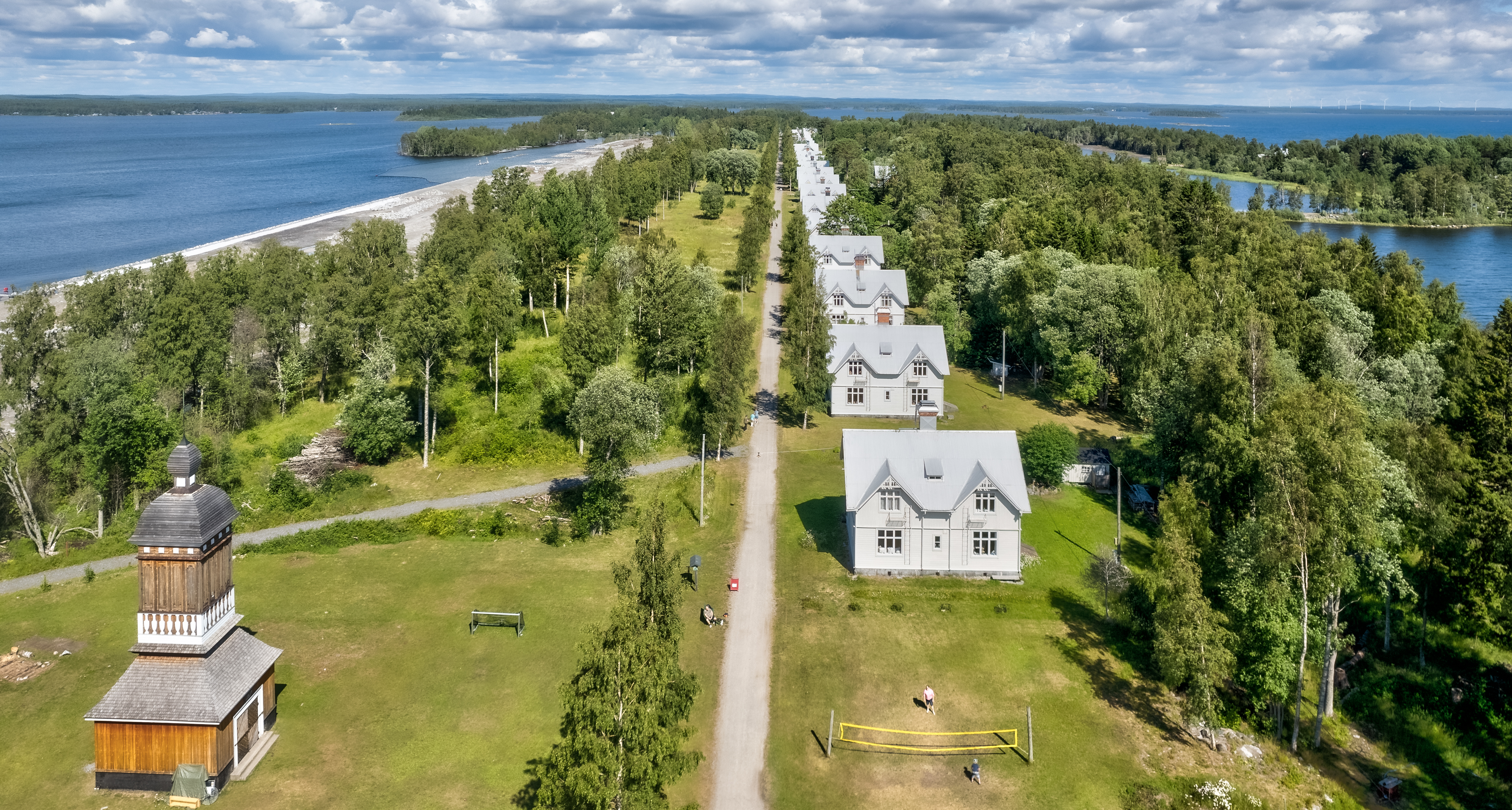
Karaktäristiskt vita personalbostäder i en stilren rad på Norrbyskär.

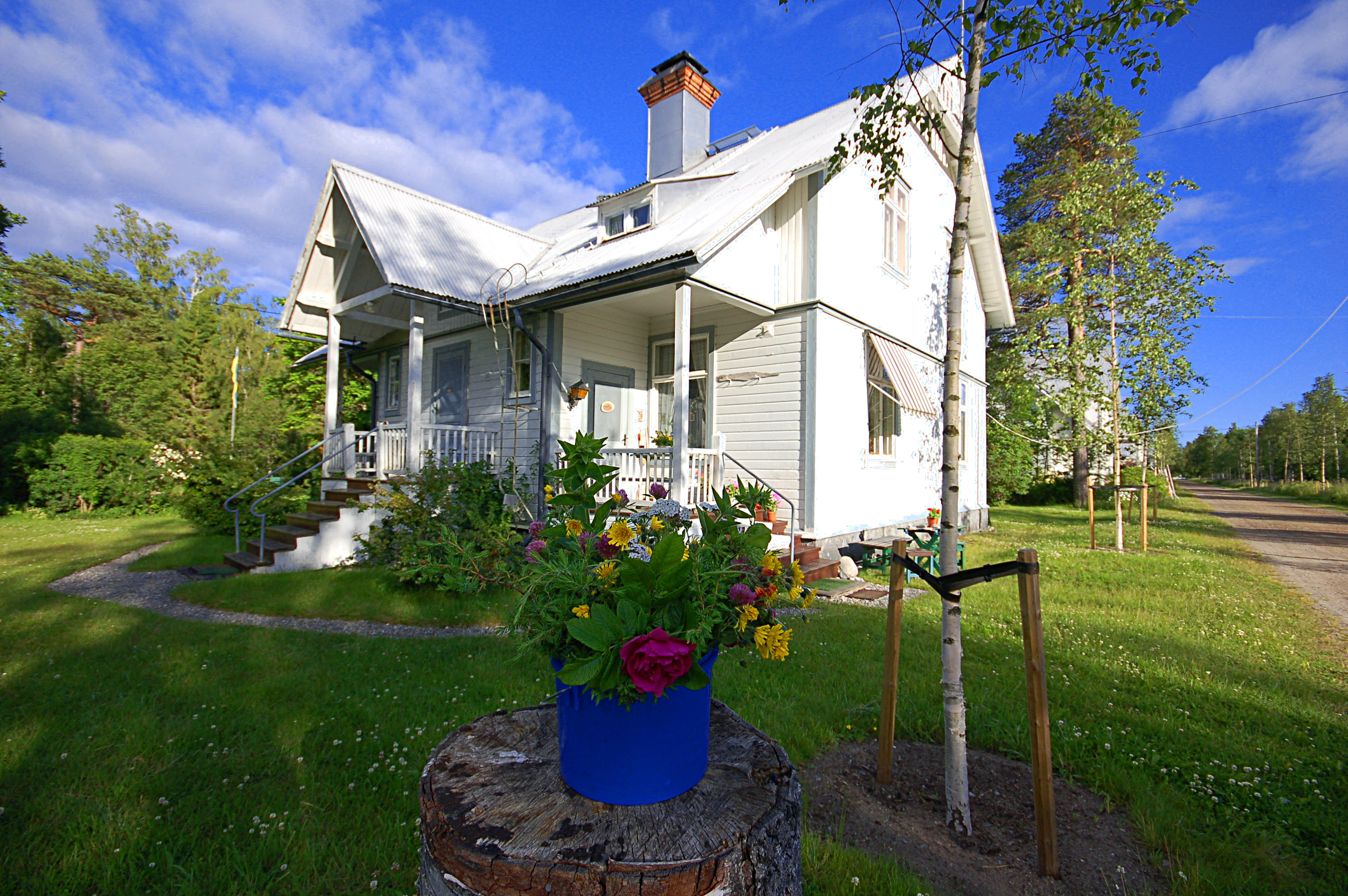
Före detta arbetarbostad längs Långgrundgatan.

Norrbyskär är en ort på ögruppen Norrbyskären utanför Hörnefors i den lilla del av Umeå kommun som ligger i landskapet Ångermanland men i Västerbottens län, där Mo och Domsjös dåvarande verkställande direktör Frans Kempe år 1895 startade ett ångdrivet sågverk, en så kallad ångsåg. Samtidigt anlade han något av ett för den tiden genomtänkt mönstersamhälle för arbetarna.
Sågverksanläggningen lades ned 1952 och år 2022 har huvudöarna kvar väl bevarade byggnader, som används som fritidshus och sommarstugor. Norrbyskär är ett populärt turistmål i Umeåtrakten och ögruppen är också av riksintresse för kulturmiljövården.
Sommartid bedrivs i skärgården historievandringar och lägerverksamhet av både KFUK-KFUM:s förening i Umeå och Svenska kyrkan och det finns också ett museum. Öarna nås lättast med färja från närbelägna Norrbyn.

## Norrbyskären
De största öarna i Norrbyskär är Stuguskär med färjeläget, Norrbyskärs Wärdshus och de före detta arbetarbostäderna i tegel. På Långgrundet låg en gång i tiden sågverket, som numer ingår i museet och den gamla skolan med kyrksalen samt de tidigare arbetarbostäderna i trä. Stengrundet, Blågrundet, Tannskär, Truthällan och Kalmarn är andra nämnvärda lite större öar.

## Historia

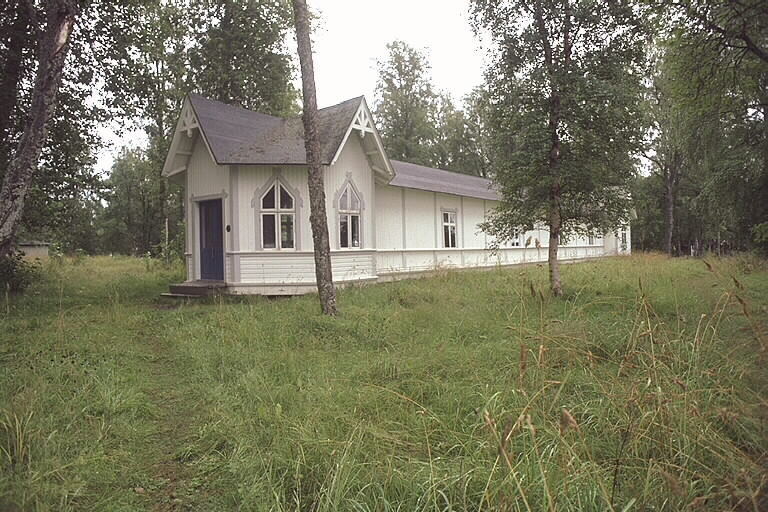
Kägelbanan.

I Öreälven fanns sedan 1750 en vattendriven såg vid Håknäs och år 1889 förvärvade Frans Kempe genom ett expanderande Mo och Domsjö AB denna. Hans intresse var inte främst sågen utan de avverkningsrätter för timmer som följde med sågen. Mo Ångsåg, som sågverket kallades, byggdes 1895 och namnet överfördes från det samtidigt nedlagda sågverket i Moliden i trakten av Örnsköldsvik. För att försörja den nya sågen med arbetskraft byggdes bostäder, affär och lokaler för skola och sjukvård. Många av byggnaderna ritades av stockholmsarkitekten Kasper Salin och andra av  Albert Thurdin, stadsarkitekt i Härnösand med rötter i trakten - hans far Olof Edvard Thurdin var disponent vid Håknäs såg. Norrbyskär har kallats ett "idealsamhälle ute i havet"..
Arbetarna gjordes beroende av företaget genom att på kredit sälja livsmedel, husgeråd och andra nödvändigheter till dem, men samtidigt var samhället ute på öarna långt före sin tid i flera avseenden. Alla arbetare som var knutna till företaget hade fri bostad och sociala förmåner som arbetarna erbjöds beroende av vilken "klass" de tillhörde. I början av 1900-talet hade samtliga hem på Norrbyskär elektrisk belysning, vilket var en lyx på den tiden. Andra förmåner var åtta fåror upplöjt potatisland, ved, tillgång till tvättstuga och badhus. Dessutom fanns en bagarstuga och en verkstad och en för tiden tämligen välutvecklad skola för barnen. Frans Kempe lyckades hålla fackföreningsrörelsen från samhället ända fram till 1919 och erbjöd i stället förmånliga villkor i pensions-, sjuk- och nödkassor och dessutom hade företaget sjukvård på ön med sjuksköterska och barnmorska. 
Det fattades en kyrka och Mo och Domsjö AB betalade skatt till Nordmalings kommun, men det var långt att ta sig till kyrkan och Kempe ville därför ha en "egen" kyrka och församling. Först byggde bolaget en kyrka i Hörnefors och sedan önskade man en egen församling. Nordmaling ville inte mista en stor del av sitt skatteunderlag, men regeringen biföll Mo och Domsjö AB:s önskan och år 1913 delades Nordmalings församling och 1 689 personer överfördes till den nybildade Hörnefors församling.

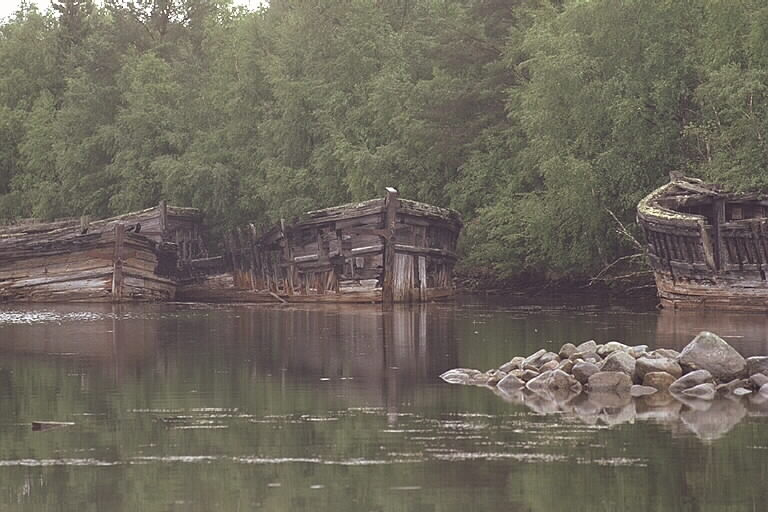
Vrak av timmerpråmar minner om det som varit.

Verksamheten på Norrbyskären nådde sin höjdpunkt på 1920-talet, då närmare 1 400 personer, arbetare och deras familjer var bosatta i samhället, som kallades Norrbyskär. Nationell och internationell konkurrens i samverkan med konjunkturnedgång medförde att verksamheten började minska från och med 1930-talet och verksamheten lades slutligen ned år 1952. År 2022 finns ingen året runtboende kvar på öarna.

## Sommaridyll

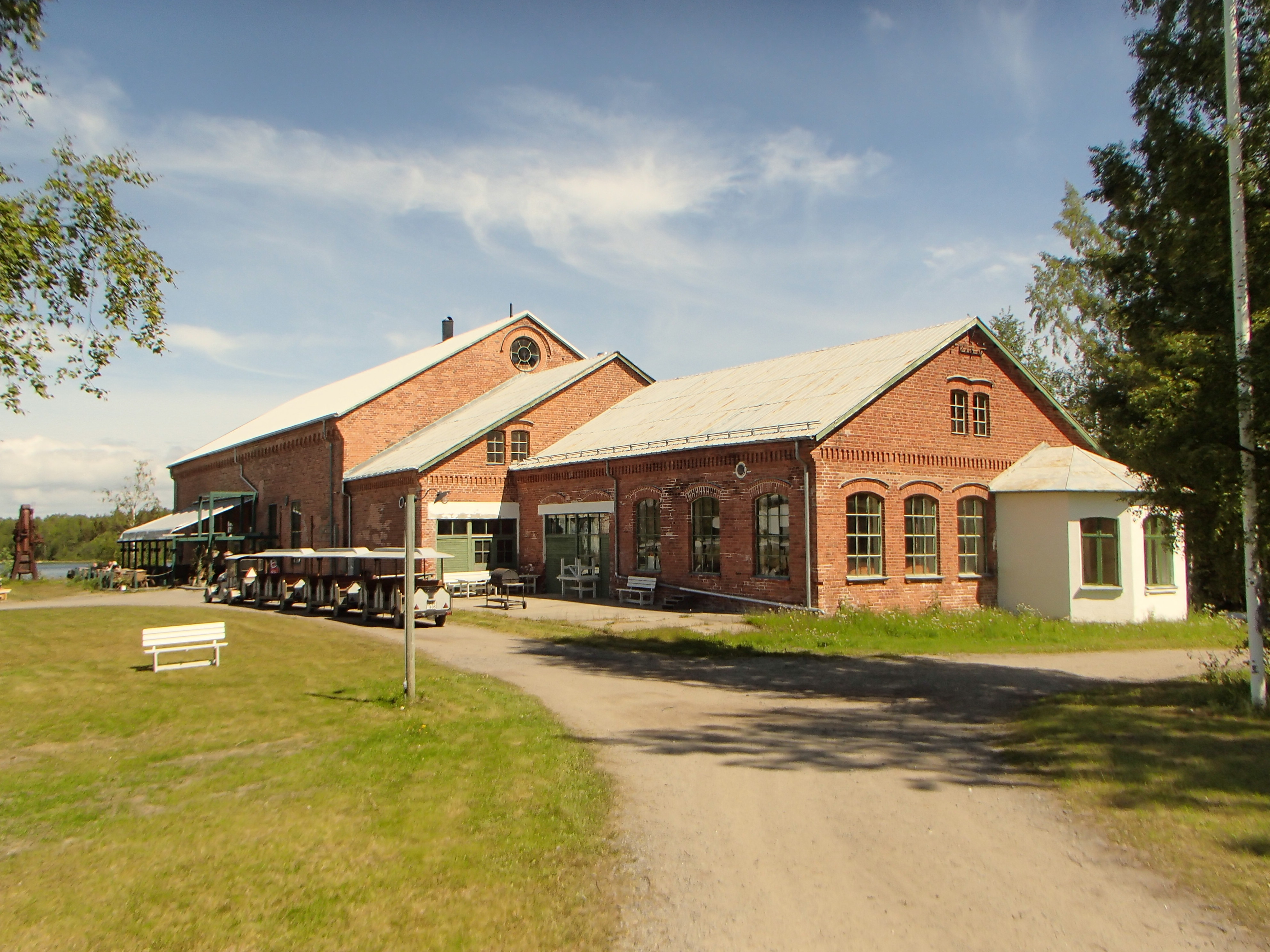
Norrbyskärs museum.

Sedan 1980-talet är Norrbyskär ett turistmål och en populär sommaridyll, med både sommarboende och turister som kommer över dagen med färjan från Norrbyn på fastlandet. Några konstnärer återvänder varje sommar för att dra nytta av ljuset på öarna i sitt skapande. Det är dessutom populärt att förlägga konfirmationsläger till Norrbyskär. Norrbyskärs Wärdshus erbjuder förutom mat även logi, både i Wärdshuset och i annexet, den före detta stallängan. 1990–1991 började byggnationerna av det som blev Norrbyskärs museum med fotografier, utställningar och en modell över hur samhället såg ut på 1920-talet samt med en kombinerad teater-, konst- och konserthall.
På den östra halvan av den nordligaste ön Blågrundet har KFUM en lägergård, lägerskola, rumsuthyrning samt en anläggning för konferenser och kurser. Även i den tidigare skolan finns möjlighet till övernattning och dessutom finns kiosk, cykeluthyrning och småbåtshamn.

## Sanering
År 2019 anslog Naturvårdsverket 80 miljoner kronor till Länsstyrelsen i Västerbotten för att ta hand om förorenad jord från sågverksepoken. Åren 2020–2024 forslades 27 000 kubikmeter jord bort från ön Saneringen beräknades vara klar sommaren 2024, men försenades och fördyrades – när sanering blir klar under 2025 beräknas slutnotan landa  på cirka 170 miljoner.